# C/2007 E2 (洛弗喬伊)
洛弗乔伊彗星（Comet Lovejoy），即C/2007 E2, 是由澳大利亚天文爱好者特里·洛弗乔伊在2007年3月15日发现的非周期彗星。它在2007年3月27日经过近日点。
2007年4月25日，彗星经过近地点，位于武仙座，距离地球0.44AU，最亮的视星等约为+8等。这颗彗星的发现过程非常有趣，它不像其他彗星是用CCD相机发现的，而是用一台消费级的佳能350D相机拍摄发现的。

## 照片

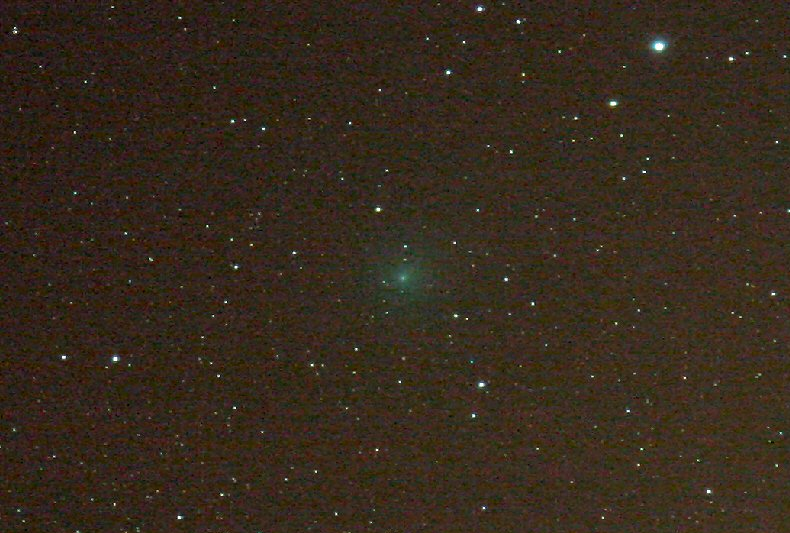
2007年4月21日在加利福尼亚拉古娜山拍摄的C/2007 E2。
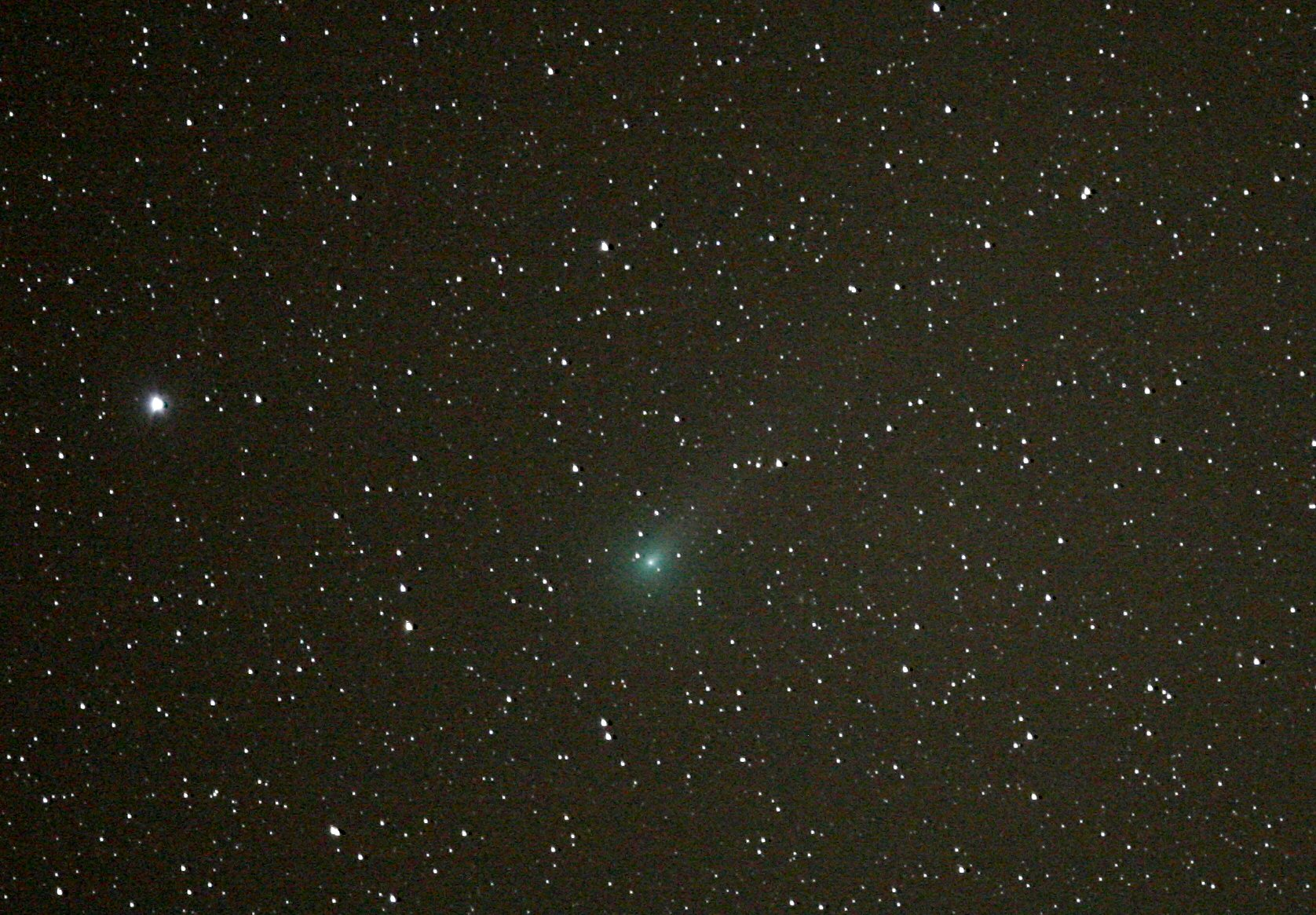
2007年5月9日在拉古娜山拍摄到彗星出现模糊的彗尾.相片中的亮星是天龙座μ (视星等4.90)。